# Bollo

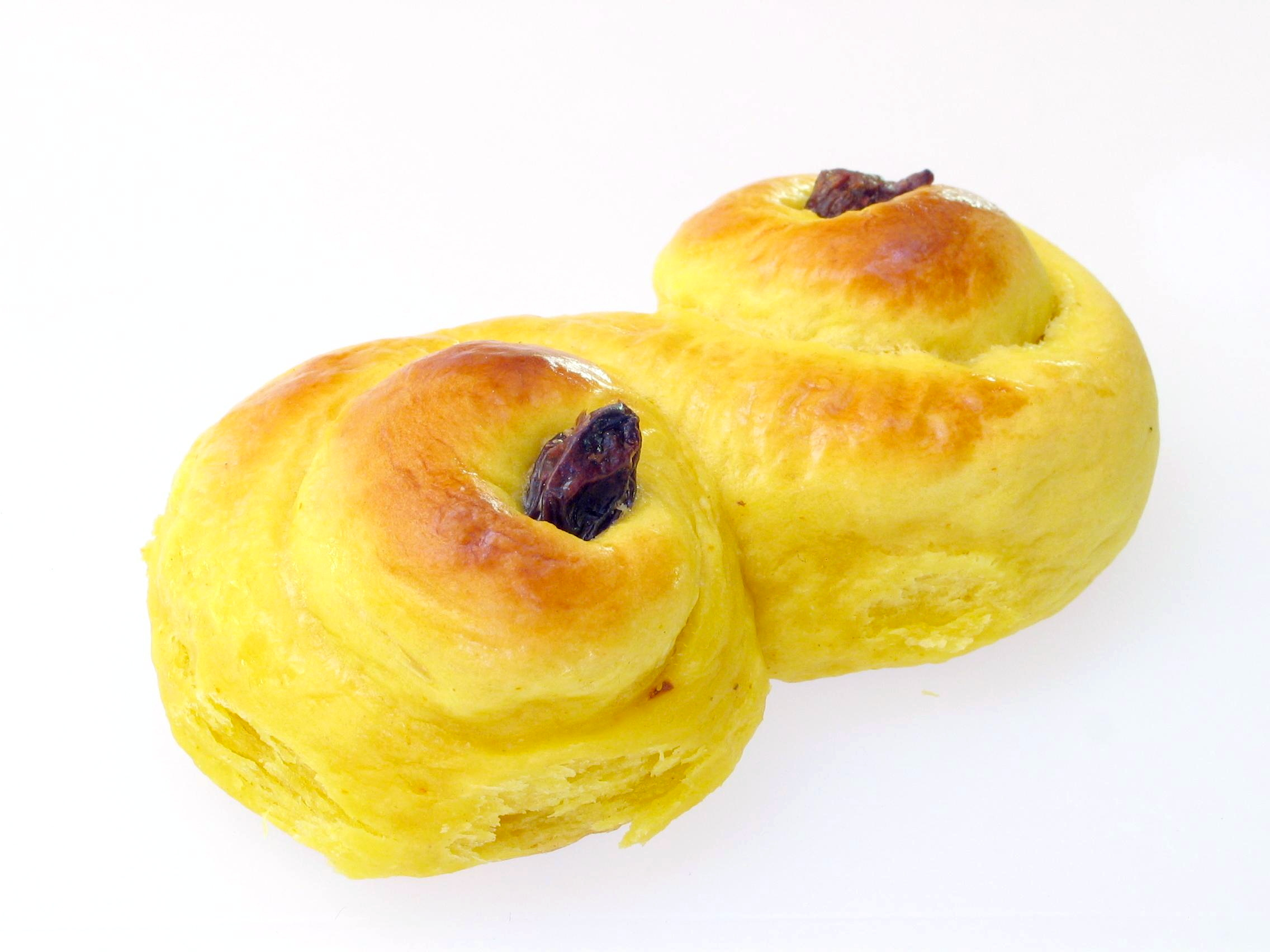
Sáfrányos bollo

A bollo spanyol tésztafajta (a legtöbb esetben édes), általában különálló darabokként, sütőben sütik. A bollót különféle, liszt alapú tésztákból, töltelékkel vagy töltelék nélkül készítik. Néhány fajtája édes péksüteményre emlékeztet, a péksüteményt olyan értelemben véve, mint a zsemle, kifli és társaik.
A bollo lehet vékony és hosszúkás, rövid és kerek, többféle méretű és formájú. Általában reggelire vagy uzsonnára fogyasztják.

## A bollo a tészta fajtái szerint
- Hajtogatott leveles tésztából, mint: a croissant, a palmera vagy a pain au chocolat.
- Piskótatésztából, mint: a madeleine fánk, a cupcake vagy a muffin.
- Brióstésztából, mint: a briós vagy a bollo suizo (egyfajta töltött briós, madridi specialitás).
- Égetett tésztából, mint: az éclair fánk.
- Pogácsatésztából, mint: az angol édes pogácsa, a walesi sütemény vagy a pogácsa.
- Fánktésztából, mint: a fánk, a fánkocskák vagy a bégel.

## Bollería
A bollería egy általános elnevezés, ami magában foglalja a bollo összes fajtáját (főként az édeseket). Az alapösszetevő a lisztből készült tészta, mindenféle változatos formában.
A bollo nagyüzemi gyártása ennek a magas kalóriatartalmú élelmiszerfajtának a széles körű elterjedését okozta, főleg a gyerekek körében közkedvelt. Ezért néha ún. junk food-ként tartják számon. A hagyományos, kézzel készült változat azonban az európai gasztronómia egy fontos, napi jelleggel (reggeli és uzsonna formájában) fogyasztott eleme.

## Fordítás
- Ez a szócikk részben vagy egészben  a   Bollo című spanyol Wikipédia-szócikk ezen változatának fordításán alapul.  Az eredeti cikk szerkesztőit annak laptörténete sorolja fel. Ez a jelzés csupán a megfogalmazás eredetét és a szerzői jogokat jelzi, nem szolgál a cikkben szereplő információk forrásmegjelöléseként.